# 臺中市政府經濟發展局
臺中市政府經濟發展局（簡稱臺中市經濟發展局、臺中市經發局），為臺中市政府一級機關，掌管臺中市公用事業、製造業、商業服務業（含公民營傳統市場與攤販）、專業、科學及技術服務業、支援服務業等各項產業之發展與管理。

## 歷史
- 1999年，臺中市政府成立「臺中市政府建設局」，台中縣政府同時有「台中縣政府建設局」，各分管部分目前的法定業務。
- 2007年，臺中市政府再設立「臺中市政府經濟發展處」，掌管農林漁牧業、工業、商業、礦業、公平交易、市場管理、農藥管理、水土保持、公用事業、動植物防疫及特定疫病蟲害等事項，為全國地方政府組織中特有之局室名稱。臺中市政府建設局更名為「臺中市政府建設處」。
- 2010年12月25日，臺中市縣合併後，原臺中縣政府建設局下的公用科、工業科、商業科與各鄉鎮市區公所業管之公有市場業務，與臺中市政府經濟發展處產業發展科、工業科、商業科、市場管理科等業務單位，合併改制為「臺中市政府經濟發展局」。原臺中市經發處動物保護業務，則移轉至臺中市政府農業局成立臺中市動物保護防疫處。

## 歷任局長
台中縣政府建設局局長、台中縣政府建設處處長
| 任別 | 姓名   | 就職時間 | 卸任時間       |
| ---- | ------ | -------- | -------------- |
| 1    | 張金發 |          |                |
| 2    | 張博斌 |          |                |
| 2    | 劉淑媚 |          |                |
| 3    | 劉志能 |          |                |
| 4    | 賴英錫 |          | 2010年12月24日 |

台中市政府經濟發展處處長
| 任別 | 姓名   | 就職時間     | 卸任時間       |
| ---- | ------ | ------------ | -------------- |
| 1    | 蕭家旗 |              |                |
| 2    | 謝峰雄 |              |                |
| 2    | 廖德淘 |              |                |
| 3    | 黃晴曉 |              |                |
| 4    | 朱蕙蘭 | 2008年7月1日 | 2010年12月24日 |

台中市政府經濟發展局局長
| 任別 | 姓名   | 就職時間       | 卸任時間              |
| ---- | ------ | -------------- | --------------------- |
| 1    | 朱蕙蘭 | 2010年12月25日 | 2011年3月15日         |
| 2    | 黃晴曉 | 2011年3月15日  | 2012年9月12日         |
| 2    | 廖德淘 | 2012年9月12日  | 2012年10月1日（代理） |
| 3    | 王誕生 | 2012年10月1日  | 2014年12月25日        |
| 4    | 呂曜志 | 2014年12月25日 | 2018年12月25日        |
| 5    | 高禩翔 | 2018年12月25日 | 2019年9月11日         |
| 6    | 張峯源 | 2019年9月11日  | 現任                  |

## 組織
設置簡任十三職等局長一位、十一職等副局長一位、十職等主任秘書一名；十職等專門委員兩名；下設六業務科室，四幕僚科室。
- 產業及青年發展科
- 工業科
- 商業科
- 公用事業科
- 市場管理科
- 工商登記科
- 秘書室
- 人事室
- 會計室
- 政風室

## 相關產業園區業務
已完成公告設置與開發之園區
- 台中產業園區
- 台中精密機械科技園區
- 神岡豐洲科技工業園區

依《產業創新條例》申請設置開發之園區
- 太平產創園區
- 潭子聚興園區
- 神岡豐洲科技工業園區第二期

依《區段徵收條例》開發與規劃招商之園區
- 水湳經貿園區
- 豐富生技軟體園區
- 臺中國際機場門戶計畫-航太專區
- 台糖生態池與帝國糖廠活化

## 直接督導單位
- 台中世貿中心

## 外部連結
- 臺中市政府經濟發展局 （页面存档备份，存于）（繁體中文）（英文）